# Honesty (Billy Joel)
Honesty è un brano musicale, scritto ed inciso da Billy Joel nel 1978 e pubblicato tra il 1978 e il 1979 come terzo singolo estratto dall'album 52nd Street.  Il singolo fu pubblicato in 7" su etichetta CBS e prodotto da Phil Ramone.
Vari artisti hanno in seguito inciso una cover del brano, che è stato riadattato anche in finlandese, olandese e tedesco.

## Il brano: composizione e significato
(Honesty (1978))
Billy Joel pensava di intitolare il brano Home Again, ma poi optò per un titolo differente.
Inizialmente, Joel non aveva infatti in mente un testo preciso e, mentre lo stava eseguendo con il proprio tamburo, nella propria mente gli uscirono in prima battuta le parole "'honesty - honesty ... such a lonely word".
Il testo definitivo parla della difficoltà di trovare sincerità, verità e onestà, che sarebbe superiore anche della difficoltà di trovare l'amore.

## Tracce
7" (versione 1; Canada)
1. Honesty – 3:50
2. The Mexican Connection – 3:38

7" (versione 2)
1. Honesty – 3:50
2. Root Beer Rag – 3:50

## Classifiche
| Classifica    | Posizione massima | Nr. di settimane |
| ------------- | ----------------- | ---------------- |
| Nuova Zelanda | 38                | 4                |
| Paesi Bassi   | 31                | 3                |
| Stati Uniti   | 24                |                  |

| Classifica (1979) | Posizione massima |
| ----------------- | ----------------- |
| Italia            | 10                |

### Classifiche di fine anno
| Classifica (1979) | Posizione |
| ----------------- | --------- |
| Italia            | 54        |

## Cover
Tra gli artisti che hanno inciso o eseguito pubblicamente una cover del brano, figurano (in ordine alfabetico):
- Berlin Voices (2007)
- Beyoncé (2008; nell'edizione Platinum dell'album I Am... Sasha Fierce[2])
- Caravelli (versione strumentale, 1979[3])
- Dallax (2006)
- ELF (1979; versione in finlandese intitolata Rehellisyys)
- Evening Star Orchestra (versione strumentale, 2002)
- Die Jungen Tenöre (versione in tedesco intitolata Ehrlichkeit[1])
- Cast di Glee[6]
- Global Kryner (2004)
- Paul Mauriat e la sua orchestra (versione strumentale, 1979)
- Piet Noordijk (versione strumentale, 1979)
- Fausto Papetti (versione strumentale, 1979)
- Ricky Shayne (versione in tedesco intitolata Ehrlichkeit[1])
- Wim Soutaer (versione in olandese intitolatata Eerlijkheid[1])
- Spectrum (versione strumentale, 1984)
- La taberna del piano (2011)
- Too Close to See (2008)
- Toots Thielemans (versione strumentale, 1979)
- Helena Vondráčková (versione in tedesco intitolata Ehrlichkeit[1])

## Il brano nella cultura di massa
- Il brano è stato interpretato dal cast della serie televisiva Glee, in un episodio datato 2013 ed intitolato Movin' Out[6]
- Il brano è stato inserito nella miniserie televisiva del 2014 Puratonikku[6]